# Bouafle
Bouafle ist eine französische Gemeinde mit 2.222 Einwohnern (Stand: 1. Januar 2022) im Département Yvelines in der Region Île-de-France. Sie gehört zum Arrondissement Mantes-la-Jolie und zum Kanton Aubergenville. Die Einwohner werden Bouaflois genannt.

## Geographie
Bouafle befindet sich etwa 34 Kilometer nordwestlich von Paris im Tal der Seine. Umgeben wird Bouafle von den Nachbargemeinden Les Mureaux im Norden, Ecquevilly im Osten, Bazemont im Süden und Südwesten sowie Flins-sur-Seine im Westen.
Durch die Gemeinde führt die Autoroute A 13.

## Bevölkerungsentwicklung
| Jahr      | 1962 | 1968 | 1975 | 1982 | 1990 | 1999 | 2006 | 2013 | 2021 |
| --------- | ---- | ---- | ---- | ---- | ---- | ---- | ---- | ---- | ---- |
| Einwohner | 1340 | 1731 | 2104 | 2094 | 2013 | 2016 | 2161 | 2083 | 2213 |

## Sehenswürdigkeiten

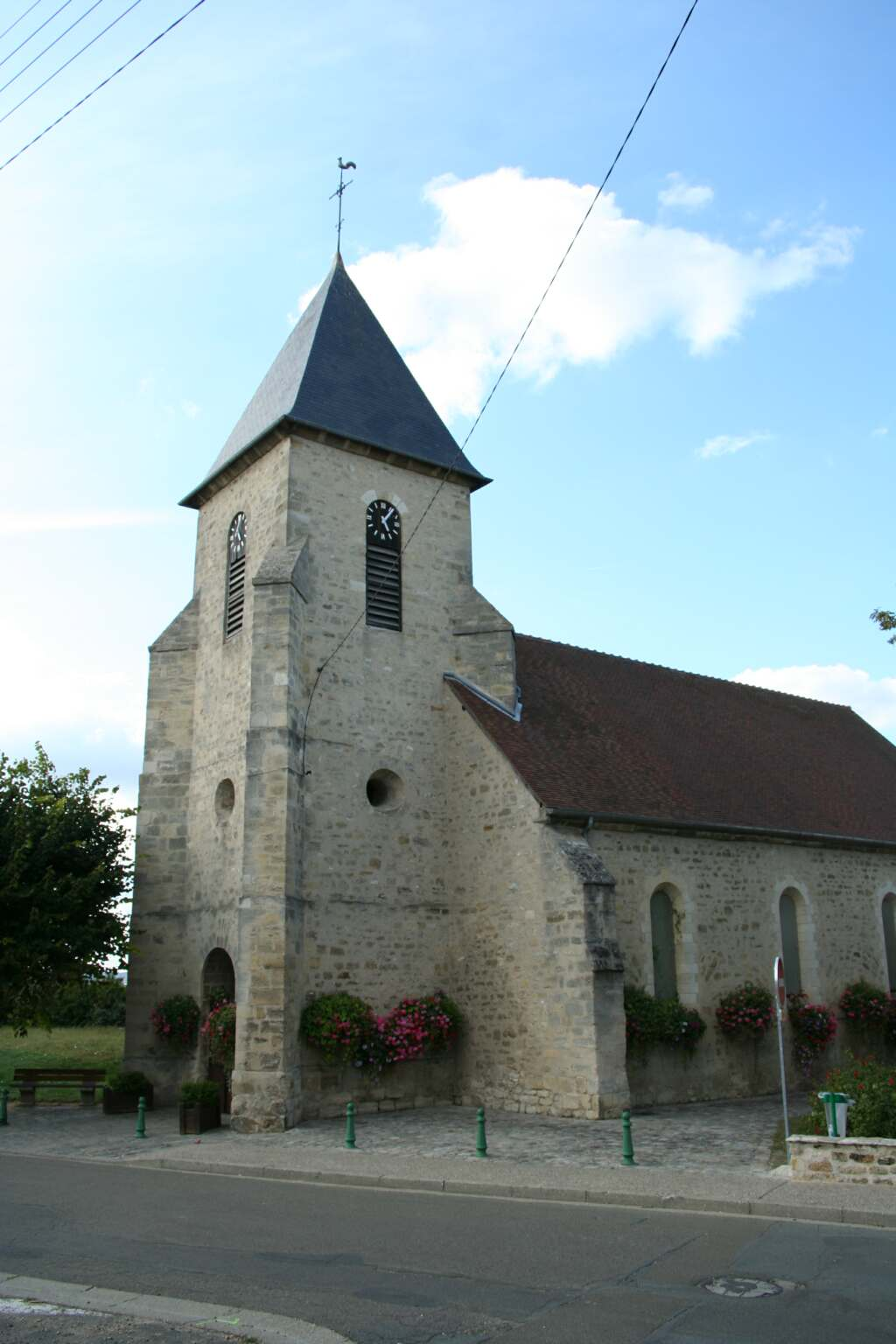
Kirche Saint-Martin

- Kirche Saint-Martin aus dem 17. Jahrhundert (siehe auch: Liste der Monuments historiques in Bouafle)